# Гвардиола III (Латина)
Гвардиола III је насеље у Италији у округу Латина, региону Лацио.
Према процени из 2011. у насељу је живело 77 становника. Насеље се налази на надморској висини од 4 м.